# Kneisslův dům
Kneisslův dům je bývalý měšťanský dům a kulturní památka v Českých Budějovicích. Stojí v Kněžské ulici č. 10 (čp. 373) na rohu s Kanovnickou.

## Název
Dům byl původně nazýván jako Neuwerthův po majiteli, kterému patřil do roku 1913, později jako Kneisslův (či Kneislův*  nebo zkomoleně Kreislův) po dalším majiteli a prodejci nábytku z počátku 20. století. Příliš se neujal pozdější název Dům nábytku. Po revoluci jej využívala společnost Ameriguide jako Obchodní dům Maxirak.

## Architektura
Průčelí renezančního domu je zdobeno sgrafity z roku 1557 a jde tudíž o nejstarší doloženou výzdobu tohoto typu v Českých Budějovicích. Předpokládá se, že jejich autorem mohl být italský stavitel Vogarelli, který tou dobou dokončoval stavbu Černé věže. Původně měl dům stupňovitý renezanční štít (podobně jako například Solnice), ze kterého se dochovala část patrná u levého okraje.

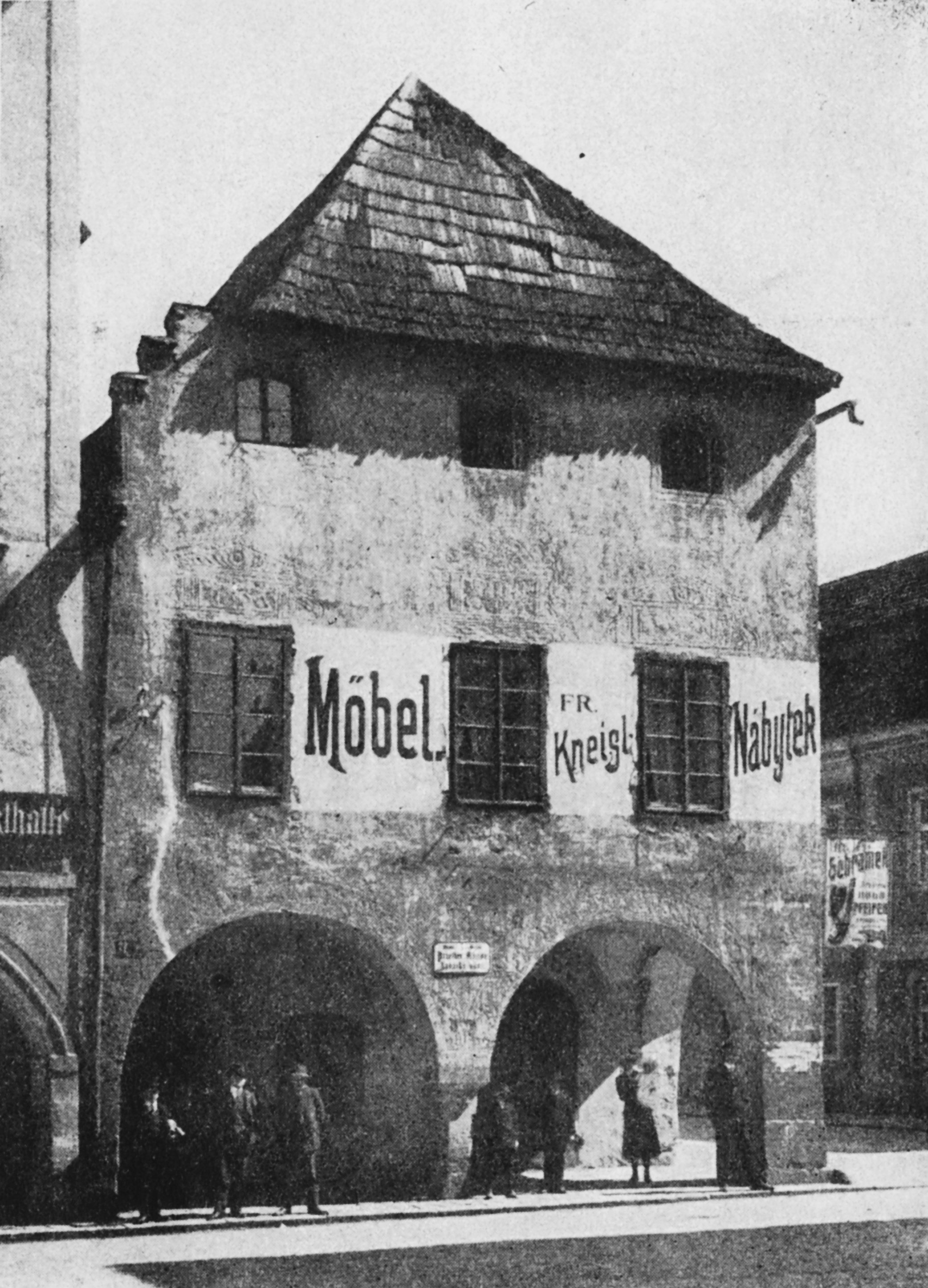
Před opravou na počátku 20. století (mezi lety 1913 a 1924)

Stavba byla rekonstruována na přelomu 19. a 20. století, kolem roku 1971 a po revoluci. Opravy roku 1971 provázely komplikace, došlo k překročení tří závazných termínů. Teprve v důsledku vyšetřování bylo zjištěno, že rekonstrukci provádějí jen dva řemeslníci, kteří odešli z pracoviště 22. prosince 1971 a odmítli v opravách pokračovat až do příslibu finančních prémií v únoru příštího roku.

## Historie
Dům je datovaný letopočtem 1557. Do složitého dědického řízení se nemovitost (zahrnující i právo várečné) dostala roku 1905 smrtí majitelky Františky Neuwerthové, po které zůstalo 11 právoplatných dědiců. V té době využíval prostory i Josef Effmert, který zde provozoval knihkupectví a filiálku První české vzájemné pojišťovny proti ohni a krupobití. Krom Effmerta vedl v domě jednu z poboček svého truhlářského a čalounického závodu František Kneissl. 5. května 1913 dům společně s manželkou Albínou odkoupili od Jana Neuwertha za 50 tisíc zlatých. Kneisslův nábytek v domě fungoval ještě za minulého režimu, i když už bez majitelova jména v názvu. 1. července 1991 otevřela společnost Ameriguide lahůdkářství nazvané Obchodní dům Maxirak, které však později zaniklo. V současnosti je dům využíván jako rychlé občerstvení Hladový vokno s prodejem do Kanovnické ulice.